# Uferbülbül
Der Uferbülbül (Phyllastrephus scandens, Syn.: Pyrrhurus scandens) ist eine Vogelart aus der Familie der Bülbüls (Pycnonotidae).

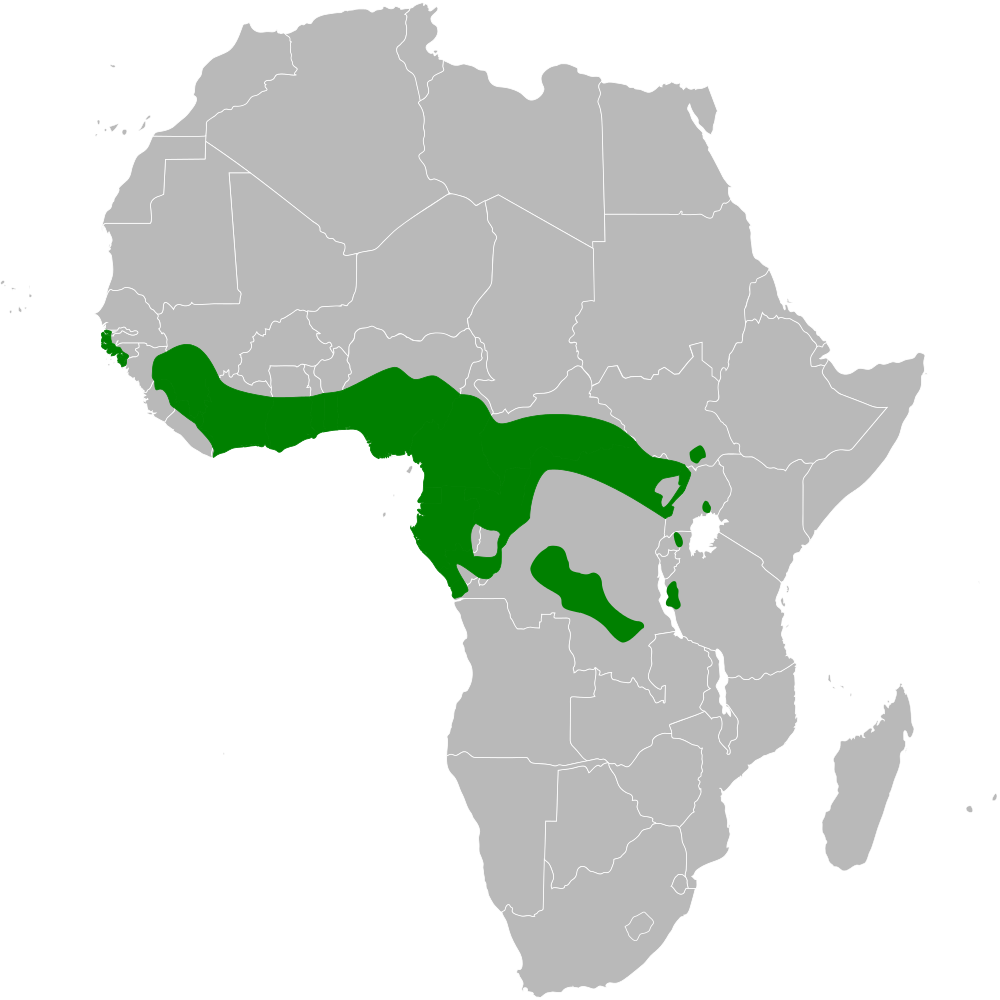
Ausbreitungsgebiet des Uferbülbüls

Der Vogel kommt im westlichen und mittleren Afrika vor in der Demokratischen Republik Kongo, in Gambia, Kamerun, Senegal, Südsudan, Tansania und Uganda.
Der Lebensraum umfasst Raphia-Sumpfgebiete bis 1200, in Mont Nimba bis 1500 m Höhe.
Der Artzusatz kommt von lateinisch scandere ‚klettern‘.
Dieser Vogel ist ein Standvogel.

## Merkmale
Die Art ist etwa 22 cm groß, das Männchen wiegt 61–67, das Weibchen 33–51 g, ein großer, lärmiger, hübsch gefiederter Bülbül mit grauem Kopf, rotbraunem, häufig gestelztem Schwanz und gelbbrauner Unterseite. Die Federn am hinteren Rücken und Bürzel sind lang und locker. Die Zügel sind blass-grau, dazu kommt ein wenig abgegrenzter cremeweißer Augenring, hell-bräunlich-graue Ohrdecken, Scheitel und Nacken sind olivgrau, Mantel, Schultern und kleine Flügeldecken sind bräunlich-olivgrün, der Bürzel etwas mehr kastanienbraun. Die Oberschwanzdecken sind heller kastanienbraun, die Flügel braun mit rotbraun beränderten Flugfedern, der Schwanz ist blass rot- bis kastanienbraun. Die Kehle ist weiß, Brust und Flanken sind schmutzig gelbbraun in zimtbraun übergehend, die übrige Unterseite cremefarben. Die Iris ist rötlich-, grau- oder bläulich-grau, der Schnabel oben dunkel hornfarben, olivgrün oder blaugrau, unten weißlich oder blassgrau, an den Schnabelkanten und an der Spitze weißlich bis gelblich. Die Beine sind blaugrau, blass rosa-grau oder olivgrün.
Die Geschlechter unterscheiden sich nicht, Weibchen sind im Mittel etwas kleiner. Jungvögel haben auf der Oberseite etwas rotbraun, die Kehle ist gräulich und die Unterseite ist weiß.
Der Cabanisbülbül (Phyllastrephus cabanisi) ist dunkler, hat einen braunen Kopf, keine Brauntöne in der gelben Unterseite und eine völlig unterschiedliche Stimme. Die Lautäußerungen erinnern an den Palmenbülbül (Thescelocichla leucopleura). Beide Arten kommen oft zusammen vor, letzterer sieht aber ganz anders aus mit gelb-weißer Unterseite und Weiß in den Schwanzfedern.

## Geografische Variation
Es werden folgende Unterarten anerkannt:
- P. s. scandens Swainson, 1837, Nominatform – Gambia und Senegal bis Nordkamerun
- P. s. orientalis (Hartlaub, 1883), – Nordkamerun bis Südsudan, Uganda, Westtansania und Süden der Demokratischen Republik Kongo, kleiner und grauer auf der Ober-, etwas blasser auf der Unterseite

Die vorgeschlagenen Unterarten P. s. acedis (Oberholser, 1905) und P. s. upembae (Verheyen, 1953) lassen sich nicht hinreichend von P. s. orientalis unterscheiden.

## Stimme
Der Ruf des Männchens wird als halblautes nasales „kawp, kawpa“ beschrieben, gefolgt von lautem, plötzlichen schnellen „kyop-kee-kyop-kyop-ke-kyop“ im Chor der Familiengruppe, auch scharfes hochtoniges „chip-chip-chip-chip-chip“ kommt vor. An diesem Rufverhalten ist die Art am sichersten zu erkennen.

## Lebensweise
Die Nahrung besteht hauptsächlich aus Gliederfüßern, auch Schnecken, Früchten und Pflanzensamen, die auf allen Bewuchshöhen, bevorzugt jedoch weiter oben, gesucht werden. Die Art tritt paarweise, häufiger in kleinen Gruppen und regelmäßig in gemischten Jagdgemeinschaften auf.
Die Brutzeit liegt im Sudan im Oktober, in Liberia im Januar, in Ghana zwischen Dezember und Februar, in Kamerun zwischen Dezember und Januar und in der Demokratischen Republik Kongo zwischen Oktober und November. Die Art gilt als ortsständig. Das Nest aus trockenen Blättern und Grashalmen hängt an kleinen Zweigen eines Busches oder Baumes über dem Wasser. Das Gelege besteht aus 2–3 Eiern, die vom Weibchen ausgebrütet werden.

## Gefährdungssituation
Der Bestand gilt als „nicht gefährdet“ (Least Concern).